# Burkillanthus
Burkillanthus es un género con cuatro especies de plantas de flores perteneciente a la familia Rutaceae. 

## Especies seleccionadas
- Burkillanthus malaccensis

- Datos: Q1312608
- Multimedia: Burkillanthus / Q1312608
- Especies: Burkillanthus